# 푸샤 T
푸샤 T (Pusha T, 본명: Terrence Thornton, 1977년 5월 13일 ~ )는 미국의 힙합 가수이다. 그룹 클립스의 멤버이며, 카니예 웨스트가 설립한 레이블인 GOOD 뮤직에 소속되었다가 2022년 12월 탈퇴했다.